# Francisco Fernandes (dicionarista)

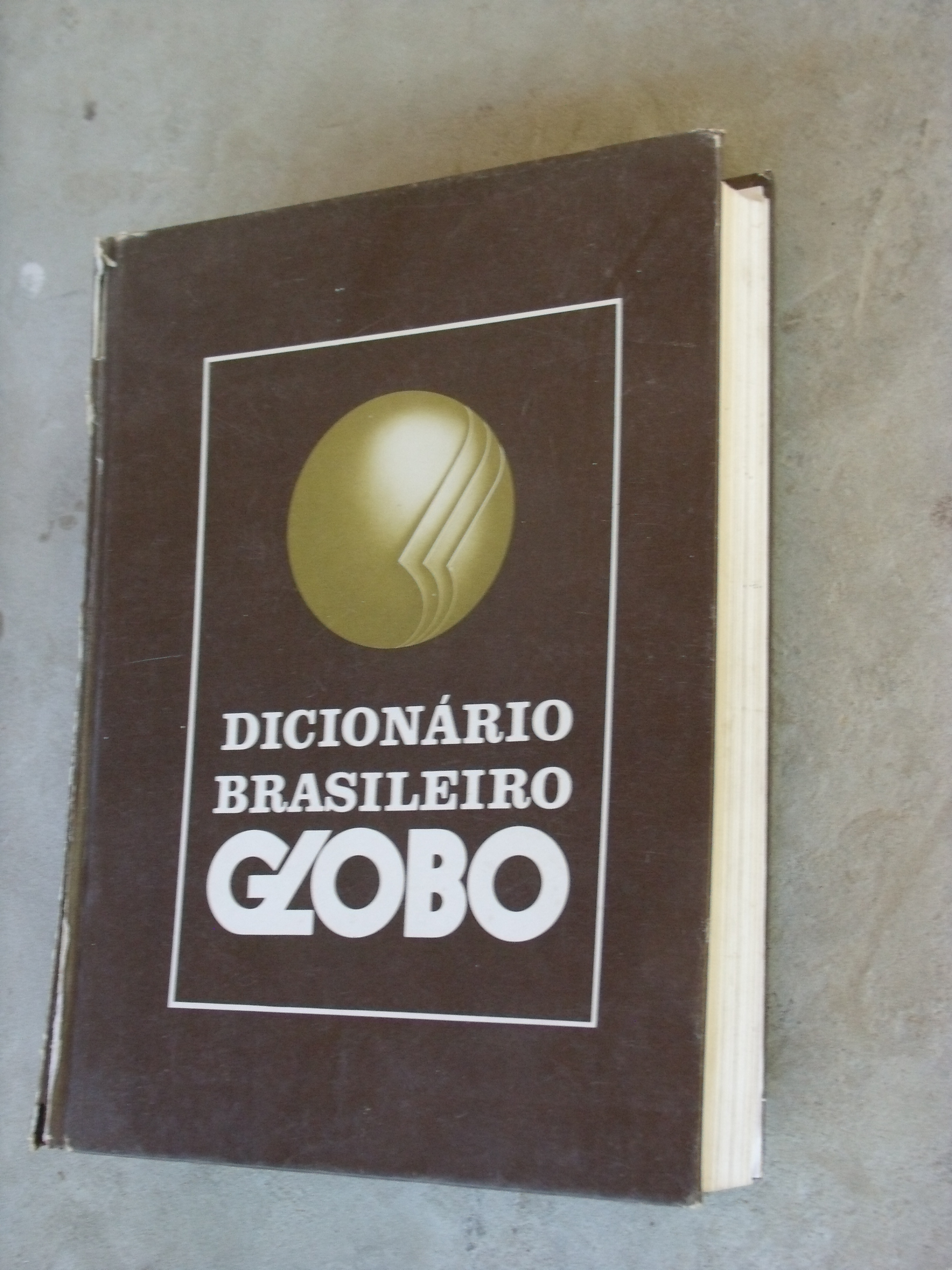
Francisco Fernandes é um dos organizadores do Dicionário Brasileiro Globo

Francisco Fernandes (Arcos, 1900 — Porto Alegre, 1965) foi um filólogo, jornalista, professor e dicionarista brasileiro.

## Dados Biográficos
Francisco Fernandes foi professor da UFRGS. Foi funcionário da Livraria do Globo, na qual trabalhou no Departamento de Enciclopédias e Dicionários. Foi também redator-chefe da Gazeta de Formiga (Minas Gerais). Em 1943, seu Dicionário de verbos e regimes recebeu o Prêmio Francisco Alves da Academia Brasileira de Letras que, com isso, consagrou, definitivamente, o valor da obra.
É patrono da cadeira nº 36 da Academia Cearense da Língua Portuguesa. 

## Obras
- Dicionário de verbos e regimes, 1940;
- Dicionário de sinônimos e antônimos da língua portuguesa, 1945;
- Dicionário de regimes de substantivos e adjetivos, 1950;
- " Dicionário Brasileiro Contemporâneo", 1953. em coautoria com F. Marques Guimarães.
- Dicionário Brasileiro Globo, em coautoria
- Dicionário de verbos e regimes, 1958, 4ª edição, p. 13